# Distretto di Rasina
Il distretto di Rasina (in serbo: Rasinski okrug or Расински округ) è un distretto della Serbia centrale.

## Comuni
Il distretto si divide in sei comuni:
- Varvarin
- Trstenik
- Ćićevac
- Kruševac
- Aleksandrovac
- Brus